# Chua lè
Loài cùng tên gọi rau chua lè xin xem chi tiết bài Emilia sonchifolia
Chua lè hay còn gọi rau bọ xít (danh pháp khoa học: Emilia gaudichaudii) là một loài thực vật có hoa trong họ Cúc. Loài này được Gagnep. mô tả khoa học đầu tiên năm 1921.